# Okalia globosa
Okalia globosa is een keversoort uit de familie beekkevers (Elmidae). De wetenschappelijke naam van de soort werd in 2003 gepubliceerd door Kodada & Ciampor.